# مقراب دائرة الارتفاع

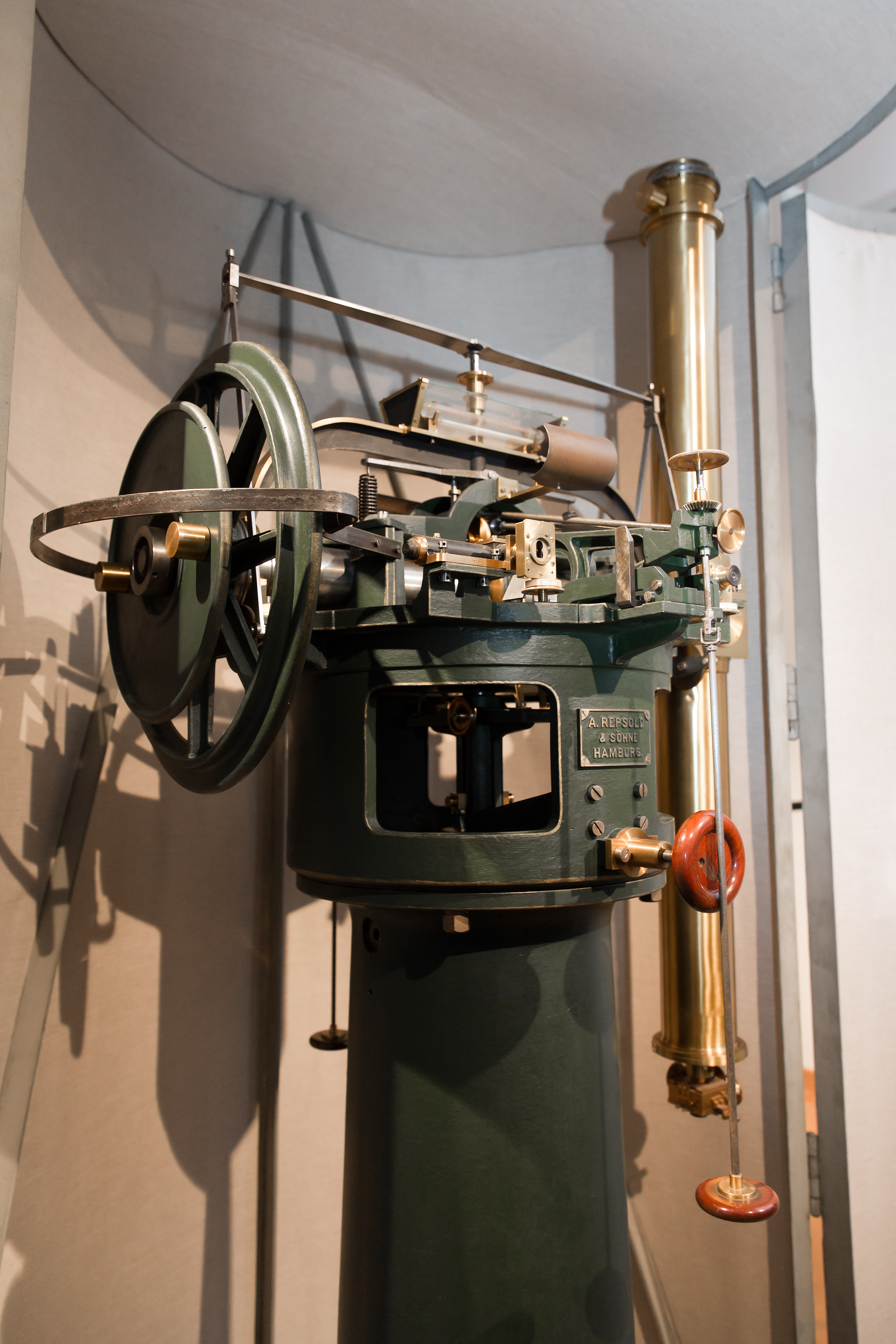
مقراب دائرة الارتفاع

مقراب دائرة الارتفاع أو مقراب الدائرة السَّمْتيّة أو مقراب الدائرة الرأسية أو مقراب الدائرة العمودية هي آلة بصرية تستخدم لقياس الزوايا في علم الفلك، والتي اشتق اسمها من مفهوم دائرة الارتفاع الرياضياتي من الهندسة الكروية. إنها جهاز لقياس الزوايا الفلكية، والتي يمكن تدويرها ارتفاعيًا وسمتيًا. تتكون من مقراب (في علم المسح الفلكي [الإنجليزية] أحيانًا أيضًا مع مقراب عاكس)، مركّب على محور أفقي مائل ومدعوم برَكُوبَة سمتية ارتفاعية مستقرة. إنه يشبه تصميم المقراب الزوالي، لكن الأخيرة لها محور أفقي مائل فقط دون وسيلة لتغيير السمت. يتم قياس الحركات الزاوية حول المحورين المائل والثابت بدوائر كبيرة مقسمة بدقة ومجهر قراءة.
كانت آلات مثل هذه أكثر شيوعًا في مراصد القرن التاسع عشر وكانت مهمة لتحديد الإحداثيات وتسجيلها في الكون، وغالبًا ما كان للمراصد آلات أخرى مختلفة لوظائف معينة بالإضافة إلى ساعات متقدمة من تلك الفترة. المثال الشائع في المراصد هو المقاريب الكاسرة العملاقة التي أصبحت أكبر بكثير وأصبح لها تأثير مهيمن لدرجة أن المراصد تم نقلها ببساطة للحصول على ظروف أفضل لأكبر مقراب، في النمط الحديث حيث غالبًا ما تحتوي المراصد على آلة واحدة فقط في مكان بعيد على الأرض أو حتى في الفضاء الخارجي. ومع ذلك، في القرن التاسع عشر، كان الأمر أكثر أهمية حيث تقوم المراصد في كثير من الأحيان بتسجيل إحداثيات العناصر المختلفة وتحديد شكل الأرض والأوقات.